# Haitianisch-nepalesische Beziehungen
Die haitianisch-nepalesischen Beziehungen beschreiben das bilaterale Verhältnis zwischen der Republik Haiti einerseits und Nepal andererseits.
Die im Jahr 1804 von Frankreich unabhängig gewordene Republik Haiti und das 2008 zu einer Republik gewordene, vormalige Königreich Nepal unterhalten seit 2007 diplomatische Beziehungen.
Die entsprechende gemeinsame Erklärung wurde am 23. Mai 2007 von den Ständigen Vertretern beider Länder den Vereinten Nationen in New York unterzeichnet.
Es wurden keine diplomatischen oder konsularischen Vertretungen im jeweils anderen Land eingerichtet.
Seit der Formalisierung der bilateralen Beziehungen waren weder im politischen noch im wirtschaftlichen oder kulturellen Bereich besondere Aktivitäten zu beobachten.
Nepal nahm mit einem Kontingent Blauhelmsoldaten an der Stabilisierungsmission der Vereinten Nationen (MINUSTAH; 2004 bis 2017)  und bis 2019 an der sich anschließenden MINUJUSTH teil. Der schwere Ausbruch von Cholera in Haiti nach dem Erdbeben 2010 war auf Fehlverhalten nepalesischer Truppen zurückzuführen.
Nach dem Erdbeben in Nepal 2015 trug Haiti mit einer Million US-Dollar zur Finanzierung der Hilfsmaßnahmen bei.